# Obama anthropophila
Espèce
Obama anthropophila est une espèce de vers plats de la sous-famille des Geoplaninae. Originaire du Sud du Brésil, ce planaire terrestre est très commun dans les environnements perturbés par l’homme.

## Description
Obama anthropophila peut mesurer jusqu'à 70 mm de longueur pour une largeur de 4 mm. Sa couleur varie du brun foncé au brun clair et peut être, dans certains cas, d'une couleur brune verdâtre. Sa face ventrale est gris pâle ou brune. Cette espèce est très similaire en apparence à Obama decidualis (en) et à Obama ladislavii (en).
Obama anthropophila possède des yeux qui sont répartis marginalement sur les premiers millimètres du corps et deviennent postérieurement dorsaux. Sur les spécimens complètement matures, deux rangées irrégulières de taches avec une teinte plus foncée peuvent être observées sur la première moitié du corps. Ces rangées sont les nombreux testicules dorsaux visibles à travers le corps.

### Alimentation
En laboratoire, O. anthropophila se nourrit de petits gastéropodes terrestres, y compris certains ravageurs agricoles, tels que Bradybaena similaris (en), Cornu aspersum et Deroceras laeve (en). Il se nourrit également d’autres planaires terrestres, comme Luteostriata abundans (en), qui constituent probablement ses principales proies, et d’espèces envahissantes, comme Dolichoplana carvalhoi (en) et Endeavouria septemlineata (en)’. En de rares occasions, il peut même s’attaquer à d’autres espèces du même genre, telles que Obama ladislavii (en). 

## Répartition et habitat
Obama anthropophila est présent dans le Sud et le Sud-Est du Brésil. Il a été observé à São Paulo et au Rio Grande do Sul. On le trouve principalement dans les environnements fréquentés par l’homme et dans la lisière des forêts subtropicales indigènes,.

## Systématique
Le nom valide complet (avec auteur) de ce taxon est Obama anthropophila Amaral (d), Leal-Zanchet (d) & Carbayo (d), 2015.

### Étymologie
Son épithète spécifique, anthropophila, est la combinaison en Grec ancien de άνθρωπος (ánthropos), « homme », et φίλος (phílos),  « qui aime », en référence à sa présence dans des habitats perturbés par l’homme.

### Publication originale
- (en) Marta Álvarez-Presas, Silvana V. Amaral, Fernando Carbayo et Ana M. Leal-Zanchet, « Focus on the details: morphological evidence supports new cryptic land flatworm (Platyhelminthes) species revealed with molecules », Organisms Diversity & Evolution, vol. 15, no 2,‎ 2015, p. 379–403 (ISSN 1439-6092, DOI 10.1007/s13127-014-0197-z)